# Ahmet Çalık
Ahmet Yılmaz Çalık (* 26. Februar 1994 in Ankara; † 11. Januar 2022 in Gölbaşı) war ein türkischer Fußballspieler.

## Karriere

### Verein
Çalık begann mit dem Fußballspielen in der Jugend von Gençlerbirliği Ankara und erhielt im Sommer 2011 einen Profivertrag. Trotzdem spielte er eineinhalb Spielzeiten lang weiterhin ausschließlich für die Jugend- bzw. Reservemannschaft. Im Anschluss an die Saison 2011/12 wurde er für die Spiele im Spor-Toto-Pokal mit weiteren Nachwuchsspielern in den Profikader aufgenommen und kam in allen drei Spielen zum Einsatz. Zum Start der nächsten Saison wurde er wieder der Reservemannschaft zugeteilt. Er nahm am Wintertrainingscamp der Profis der Saison 2012/13 teil und wurde anschließend vom Trainer Fuat Çapa in den Profikader involviert. Dennoch spielte er vorerst weiter für die Reservemannschaft und trainierte auch mit den Profis mit. Sein Profidebüt gab er in der Ligapartie vom 21. April 2013 gegen Fenerbahçe Istanbul. In dieser Partie spielte Çalık von Beginn an auf der Position des Vorstoppers. Seine Mannschaft gewann mit 2:0, wobei besonders Çalık wegen seiner überzeugenden Leistung viel Lob von der Fachpresse erhielt. Nach dieser Partie spielte Çalık als Stammspieler auch in den verbleibenden Ligabegegnungen seiner Mannschaft.
Am 13. Januar 2017 gab Galatasaray Istanbul den Wechsel von Çalık bekannt. Galatasaray bezahlte für den Abwehrspieler eine Ablösesumme in Höhe von 2,5 Millionen Euro. Der Nationalspieler unterschrieb für viereinhalb Jahre. In seiner ersten kompletten Saison für Galatasaray kam Çalık zu 11 Pflichtspielen und erzielte zwei Tore. Außerdem wurde er türkischer Meister der Saison 2017/18.
Im Oktober 2020 wechselte Çalık zum Ligakonkurrenten Konyaspor, für welchen er in insgesamt 47 Meisterschaftsspielen einen Torerfolg verbuchte.

### Nationalmannschaft

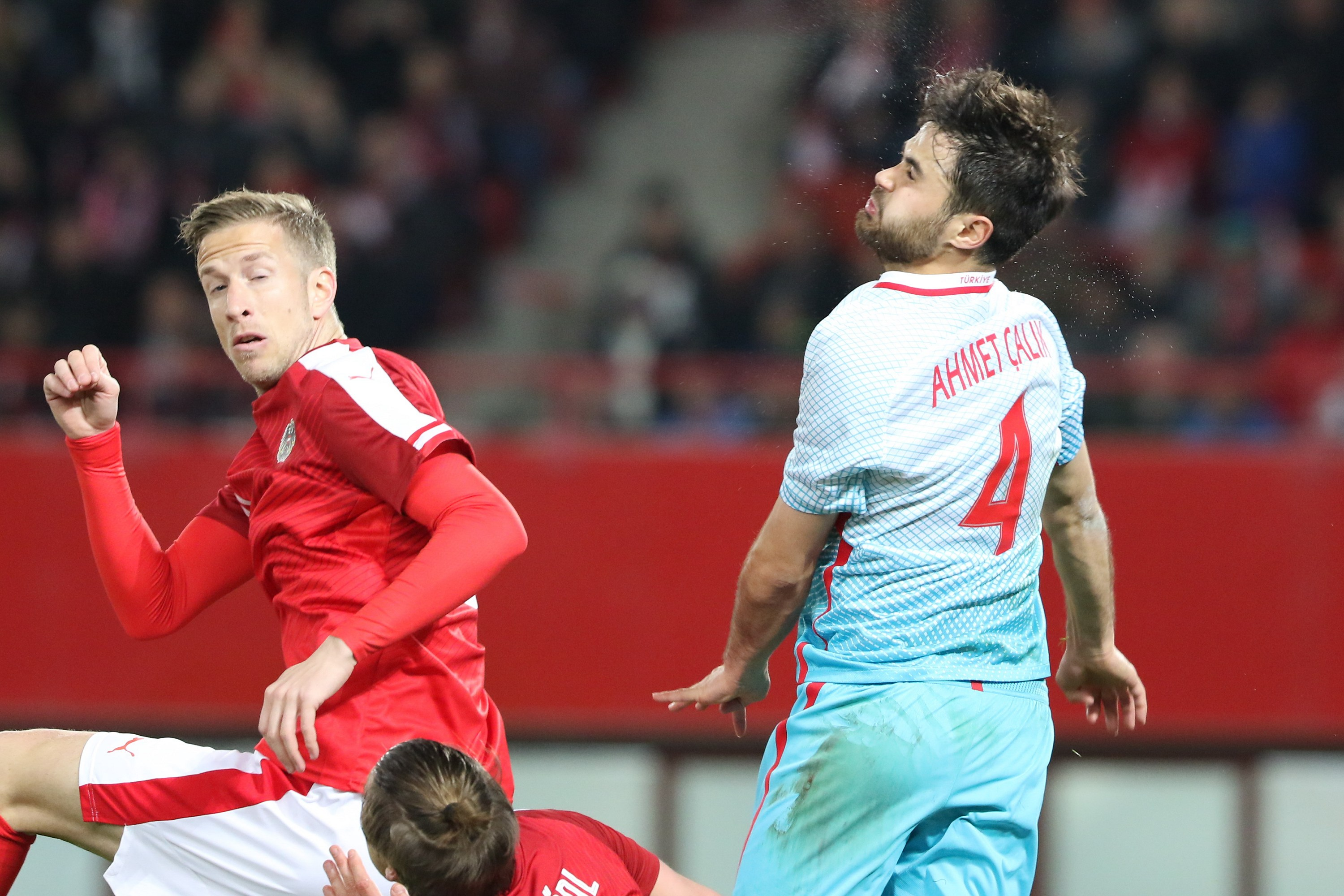
Marc Janko (AUT) und Çalık beim Länderspiel Österreich – Türkei am 29. März 2016

Çalık spielte ab der türkischen U-16 bis zur U-20 in allen türkischen Jugendnationalmannschaften.
Mit der türkischen U-17 nahm er an der U-17-Fußball-Europameisterschaft 2010 teil und erreichte das Halbfinale. Im Halbfinale verlor man gegen den späteren Europameister Spanien. Im Rahmen der U-20-Fußball-Weltmeisterschaft 2013 wurde er in das Turnieraufgebot der türkische U-20-Nationalmannschaft berufen.
Im November 2015 wurde Çalık im Rahmen zweier Testspiele vom Nationaltrainer Fatih Terim zum ersten Mal in seiner Karriere in das Aufgebot der türkischen Nationalmannschaft nominiert. In der Begegnung gegen die griechische Nationalmannschaft gab er sein A-Länderspieldebüt.
Bei der Fußball-Europameisterschaft 2016 in Frankreich wurde er in das türkische Aufgebot aufgenommen. Er war einer von drei Feldspielern im Kader, alle in der Abwehr, die im Turnier nicht eingesetzt wurden.

## Tod
Çalık kam am Morgen des 11. Januar 2022 bei einem Verkehrsunfall auf einer Autobahn bei Ankara ums Leben.

## Erfolge
Türkische U-20-Nationalmannschaft
- Achtelfinalist der U-20-Fußball-Weltmeisterschaft: 2013

Galatasaray Istanbul
- Türkischer Meister: 2017/18, 2018/19
- Türkischer Fußballpokal: 2018/19